# Kapsa excelsa
Kapsa excelsa är en insektsart som beskrevs av Irena Dworakowska 1994. Kapsa excelsa ingår i släktet Kapsa och familjen dvärgstritar. Inga underarter finns listade i Catalogue of Life.